# Harrison Gilbertson
Harrison Sloan Gilbertson (Adelaide, 1993. június 29. –) AACTA-díjas ausztrál színész.
Leginkább a Need for Speed című 2014-es filmből ismert.

## Élete és pályafutása
Adelaide-ben született, Julie Sloan és Brian Gilbertson gyermekeként. 
Hatévesen kezdett el színészettel foglalkozni, amikor Giacomo Puccini Pillangókisasszonyának helyi feldolgozásában Cso-cso-szán fiát játszotta. A filmvásznon 2002-ben debütált az Ausztrál játékszabályok című sportfilmben.
A nagy áttörés 2009-ben jött el színészi karrierjében, a Mindenkit érhet baleset című filmben a főszereplő Billy Conwayt játszotta. A kritikusok elismerték színészi teljesítményét és képességeit. Az amerikai nézőközönség előtt a Dustin Lance Black által rendezett Virginia című 2010-es filmben mutatkozott be. A Bennett Hill 60 (2010) című ausztrál háborús filmmel megnyerte az Australian Film Institute által kiosztott AACTA-díjat legjobb fiatal színész kategóriában.
A 2010-es évek első felében feltűnt a Haunt (2013) és a Need for Speed (2014) című filmekben. Ugyanebben az évben a My Mistress című ausztrál romantikus filmdrámában is szerepet kapott. Az Oppenheimer című 2023-as történelmi drámában Philip Morrison fizikaprofesszort alakította.

## Filmográfia
| Év   | Magyar cím                | Eredeti cím             | Szerep          | Magyar hang   |
| ---- | ------------------------- | ----------------------- | --------------- | ------------- |
| 2002 | Ausztrál játékszabályok   | Australian Rules        | Greggy          |               |
| 2009 | Mindenkit érhet baleset   | Accidents Happen        | Billy Conway    |               |
| 2009 | Elveszett bárányok        | Blessed                 | Daniel          |               |
| 2010 |                           | Beneath Hill 60         | Frank Tiffin    |               |
| 2010 |                           | Virginia                | Emmett          |               |
| 2011 |                           | Bush Basher (rövidfilm) | Weed            |               |
| 2013 |                           | Haunt                   | Evan Asher      |               |
| 2013 |                           | The Turning             | Vic Lang        |               |
| 2014 |                           | My Mistress             | Charlie Boyd    |               |
| 2014 | Need for Speed            | Need for Speed          | Pete Coleman    | Molnár Áron   |
| 2016 | Kitaszítva                | Fallen                  | Cameron Briel   |               |
| 2016 | Farkasnász                | Hounds of Love          | Jason           |               |
| 2018 | Upgrade – Javított verzió | Upgrade                 | Eron            |               |
| 2018 |                           | Look Away               | Sean            |               |
| 2019 | A magas fűben             | In the Tall Grass       | Travis McKean   |               |
| 2019 |                           | Measure for Measure     | Claudio         |               |
| 2022 |                           | Freedom's Path          | Lewis           |               |
| 2023 | Oppenheimer               | Oppenheimer             | Philip Morrison | Magyar Bálint |
| 2023 |                           | Devil's Peak            | Bull            |               |

### Televízió
| Év   | Magyar cím  | Eredeti cím            | Szerep             | Megjegyzések |
| ---- | ----------- | ---------------------- | ------------------ | ------------ |
| 2012 |             | Conspiracy 365         | Callum Ormond      | 12 epizód    |
| 2018 |             | Picnic at Hanging Rock | Michael Fitzhubert | 6 epizód     |
| 2021 |             | Harrow                 | James Reed         | 10 epizód    |
| 2022 | A periféria | The Peripheral         | Atticus            | 4 epizód     |

## Fordítás
- Ez a szócikk részben vagy egészben  a   Harrison Gilbertson című angol Wikipédia-szócikk ezen változatának fordításán alapul.  Az eredeti cikk szerkesztőit annak laptörténete sorolja fel. Ez a jelzés csupán a megfogalmazás eredetét és a szerzői jogokat jelzi, nem szolgál a cikkben szereplő információk forrásmegjelöléseként.